# Negro Digest
Le magazine Negro Digest est fondé par John H. Johnson, patron de presse américain qui a également fondé Tan magazine et Jet magazine.  C'est un mensuel qui parait de 1942 à 1951. Puis reprend ses parutions en 1961 grâce à la reprise en mains d'Hoyt W. Fuller nommé rédacteur en chef par John H. Johnson, avec l’assistance de Doris E. Saunders (en), nommée rédactrice en chef adjointe. Negro Digest publie des articles généraux sur vie afro-américaine, avec un accent mis sur le progrès sur l'égalité des droits civiques. À partir du numéro de mai 1970, le titre du magazine change pour Black World, le dernier numéro sort en avril 1976.

## Histoire
John H. Johnson dès 1936 a  l'idée de créer un magazine à l’image du Reader's Digest, à destination du public afro-américain, à l'époque personne ne croit à la viabilité d'un tel magazine, il ne trouve aucun banquier pour soutenir son projet, même la NAACP se désiste, il a dû gager les meubles de sa mère pour obtenir un prêt. Finalement, il lance en 1942 le magazine Negro Digest, le premier numéro se vend à 3000 exemplaires, un après il se vend à 50 000 exemplaires. Afin d'élargir son public, il ouvre les colonnes du magazine à des rédacteurs non afro-américains, c'est ainsi qu'Eleanor Roosevelt contribue à une série d'articles autour du thème "If I Were a Negro / Si j'étais un nègre", les ventes doublent du jour au lendemain.
Le succès d'un magazine prioritairement orienté vers un public afro-américain permettra de lancer d'autres magazines de ce genre comme Ebony, Jet et Essence.
Avec la nomination d'Hoyt W. Fuller au poste de rédacteur en chef, les colonnes du Negro Digest s'ouvrent à des figures du Black Arts Movement,. 
La terminologie de certains articles proche de celle du Black Power attire l'attention du FBI.
Un exemplaire est déposé au National Museum of African American History and Culture rattaché au réseau de musées du Smithsonian.

## Éditions numériques
Les numéros du  Negro Digest, des années 1960 ainsi que les numéros de Black World sont consultables sur Google Livres.